# Otto Blumenthal
Ludwig Otto Blumenthal (Frankfurt am Main, 20 de julho de 1876 — Terezín, 12 de novembro de 1944) foi um matemático alemão.
De 1906 a 1938 foi editor do Mathematische Annalen. Em 1924 foi presidente da Associação dos Matemáticos da Alemanha e de 1925 a 1933 foi editor do Jahresbericht der DMV.